# لويغي سكاغليا
لويغي سكاغليا (بالإيطالية: Luigi Scaglia)‏ هو لاعب كرة قدم إيطالي في مركز نصف الجناح، ولد في 23 نوفمبر 1986 في كيارا (لومباردي) في إيطاليا. لعب مع نادي بارما ونادي بريشيا ونادي تورينو ونادي كريمونيسي ونادي لوميتساني.

## وصلات خارجية
- لويغي سكاغليا على موقع قاعدة بيانات كرة القدم.إي يو (الإنجليزية)
- لويغي سكاغليا على موقع Soccerway.com (الإنجليزية)
- لويغي سكاغليا على موقع عالم كرة القدم.نت (الإنجليزية)